# Litoria longicrus
Litoria longicrus – gatunek nowogwinejskiego płaza bezogonowego z podrodziny Pelodryadinae w rodzinie rzekotkowatych (Hylidae).

## Taksonomia
Nie można wykluczyć, że chodzi o dwa różne gatunki (populacja indonezyjska wydaje się odrębna).

## Występowanie
Gatunek występuje na Nowej Gwinei w kilku różnych miejscach:
- w Indonezji na półwyspie Ptasia Głowa (Vogelkop) w prowincji Papua[3].
- w Papui-Nowej Gwinei w górach Star Mountains, niedaleko indonezyjskiej granicy; przynależność gatunkowa tej populacji jest jednak niepewna i wymaga dalszych badań[3].

Nie spotyka się go wyżej niż 1000 metrów nad poziomem morza.
Zasiedla niewielkie strumyki w lasach deszczowych.

## Rozmnażanie
Prawdopodobnie gatunek ten rozmnaża się w skalistych strumieniach, a jego jaja nie posiadają barwnika.

## Status
W indonezyjskiej części zasięgu status ani trend liczebności populacji nie są znane. Populacja z Papui-Nowej Gwinei wydaje się liczna, ale jej status taksonomiczny wymaga rewizji.